# Hallomenus reticulatus
Hallomenus reticulatus är en skalbaggsart som beskrevs av Victor Ivanovitsch Motschulsky 1872. Hallomenus reticulatus ingår i släktet Hallomenus och familjen skinnsvampbaggar. Inga underarter finns listade i Catalogue of Life.